# 양평어린이도서관
양평어린이도서관은 경기도 양평군 양평읍 양근리 소재의 어린이 도서관이다.

## 연혁
- 2006.02.23 어린이도서관 개관

## 이용 안내
이용 시간
- 병아리열람실, 꾸러기열람실, 인터넷사랑방: 오전 9시 ~ 오후 6시
- 놀이마당: 오전 9시 ~ 오후 5시
- 꼬마또래영화방: 매주 토.일요일 오후 3시

휴관일
- 매주 월요일
- 토.일요일을 제외한 관공서가 지정한 공휴일 (단, 신정, 설, 추석연휴 제외)
- 임시휴관일: 내부수리 등 필요한 사유가 있을 때